# Казанлъшко
 Тази статия е за историко-географската област.  За общината вижте Казанлък (община).  
Казанлъшко е историко-географска област в Южна България, около град Казанлък.
Територията ѝ съвпада приблизително с някогашната Казанлъшка околия – днешните общини Казанлък, Мъглиж, Павел баня, Николаево (без село Едрево от Новозагорско) и Гурково (без селата Конаре и Паничерево от Новозагорско). Разположена е в Казанлъшката котловина и съседните части на Стара планина и Средна гора. Граничи със Севлиевско, Габровско, Дряновско и Еленско на север, Новозагорско на изток, Старозагорско, Чирпанско и Пловдивско на юг и Карловско на запад.